# La Fabrique (Québec)
La Fabrique ist ein ehemaliges Fabrikgebäude in der kanadischen Stadt Québec. Es befindet sich im zentrumsnahen Stadtteil Saint-Roch an der Kreuzung von Boulevard Charest und Rue Dorchester. Das Gebäude ist ein besonders gut erhaltenes Beispiel der Industriearchitektur; während der Hauptteil 1911 fertiggestellt wurde, geht der älteste Teil auf das Jahr 1871 zurück. Von 1897 bis 1988 nutzte der Unterwäschehersteller Dominion Corset das Gebäude. Seit 1994 wird es von der Université Laval genutzt, seit 2011 ist es als nationale historische Stätte klassifiziert.

## Geschichte
Mitte des 19. Jahrhunderts begann sich Saint-Roch zu einem bedeutenden Industrie- und Arbeiterviertel zu entwickeln. 1871 entstand an der wichtigsten Kreuzung des Stadtteils ein dreistöckiges Fabrikgebäude aus Backsteinen, das von der Schuhmanufaktur Guillaume Bresse et Cie. genutzt wurde. Der 1886 gegründete und rasch expandierende Unterwäschehersteller Dominion Corset bezog das Gebäude 1897. Im Jahr 1909 wurde es vergrößert, doch nur acht Monate nach Abschluss der Bauarbeiten richtete ein Großbrand schwere Schäden an. Unter Einbezug erhalten gebliebener Teile wurde die Fabrik bis 1911 als vierstöckiges Bauwerk neu errichtet.
Bei ihrer Wiedereröffnung galt die Fabrik aufgrund der hohen Qualität der Ausführung und ihrer dekorativen Elemente als eine der schönsten Kanadas. In den 1940er Jahren, während der Blütezeit von Dominion Corset, waren hier über 1000 Personen beschäftigt (überwiegend Frauen). Nach dem Verkauf des Unternehmens an Canadelle WonderBra im Jahr 1988 stellte man die Produktion in Saint-Roch ein. 1990 kaufte die Stadt Québec das leerstehende Gebäude, 1992/93 wurde es umfassend renoviert und im Innern umgebaut. Seit 1994 wird es von der Fakultät für Architektur und bildende Kunst (Faculté d'aménagement, d'architecture, d'art et de design) der Université Laval genutzt. Seit 2015 finden Umbauarbeiten statt, die sich nach zwanzig Jahren der Nutzung ergeben haben und das Gebäude auf die Zukunft ausrichten sollen.

## Bauwerk
Der Neubau von 1911 behielt den ursprünglichen Second-Empire-Stil des Vorgängers bei. Er hat einen trapezförmigen Grundriss mit Innenhof und weist eine Fläche von 15.300 m² auf. 1964 wurde ein moderner Annexbau im internationalen Stil angefügt. Zwei Türme überragen das Bauwerk: ein Eckturm mit Uhr sowie ein 15 Meter hoher Wasserturm über dem Haupteingang. Prägend für das Erscheinungsbild sind die durchgängige Verwendung von roten und weißen Backsteinen, dekorative Elemente wie Schluss- und Ecksteine, halbrunde Bogenfenster, Pilaster mit Lilienornamenten und Erker.